# Grégoire de Saint-Vincent
Grégoire de Saint-Vincent, né le 8 septembre 1584 à Bruges, comté de Flandre, (Pays-Bas catholiques) et décédé le 27 janvier 1667 à Gand, était un jésuite, mathématicien et géomètre flamand, surtout connu pour le calcul de l'aire comprise entre un segment de droite et un arc d'hyperbole, qu'il relia au logarithme de la longueur du segment.

## Biographie

### Études et Formation
Son père, Gregorio de San Vicento, était un marchand espagnol venu s'installer à Bruges. Après avoir étudié les lettres au collège de Bruges et la philosophie à Douai, Grégoire de Saint-Vincent entre chez les Jésuites à Rome, en 1605.
Il y poursuit les études de philosophie et étudie les mathématiques sous la direction de Clavius. En 1611, il assiste à la présentation par Galilée du Sidereus nuncius au Collège romain.
De retour à Louvain (1612) pour la formation théologique préparatoire au sacerdoce, il y est ordonné prêtre en 1613.

### Mathématicien
Après un début de carrière consacré à enseigner les lettres aux collèges de Bruxelles, Bois-le-Duc et Courtrai, Grégoire de Saint-Vincent se spécialise comme professeur de mathématiques, d'abord à Anvers — où il crée le cours spécial de mathématique de 1618 à 1620, période durant laquelle il enseigne à Jean-Charles della Faille —, puis à Louvain de 1621 à 1624.
En 1625 il est appelé à Rome par le Supérieur Général des Jésuites qui, craignant son enthousiasme à vouloir résoudre le problème de la quadrature du cercle l'invite à en discuter avec des professeurs du Collège Romain, dont Christophe Grienberger.
De 1626 à 1632, il accompagne l'empereur Ferdinand II à Prague, qu'il quitte précipitamment au moment de l'arrivée de l'armée suédoise. Il semble être pendant quelque temps, professeur de mathématiques de Don Juan d'Autriche en Espagne. Puis on le retrouve au collège de Gand où il enseigne les mathématiques et gère la bibliothèque jusqu'à sa mort en 1667.

### La quadrature du cercle

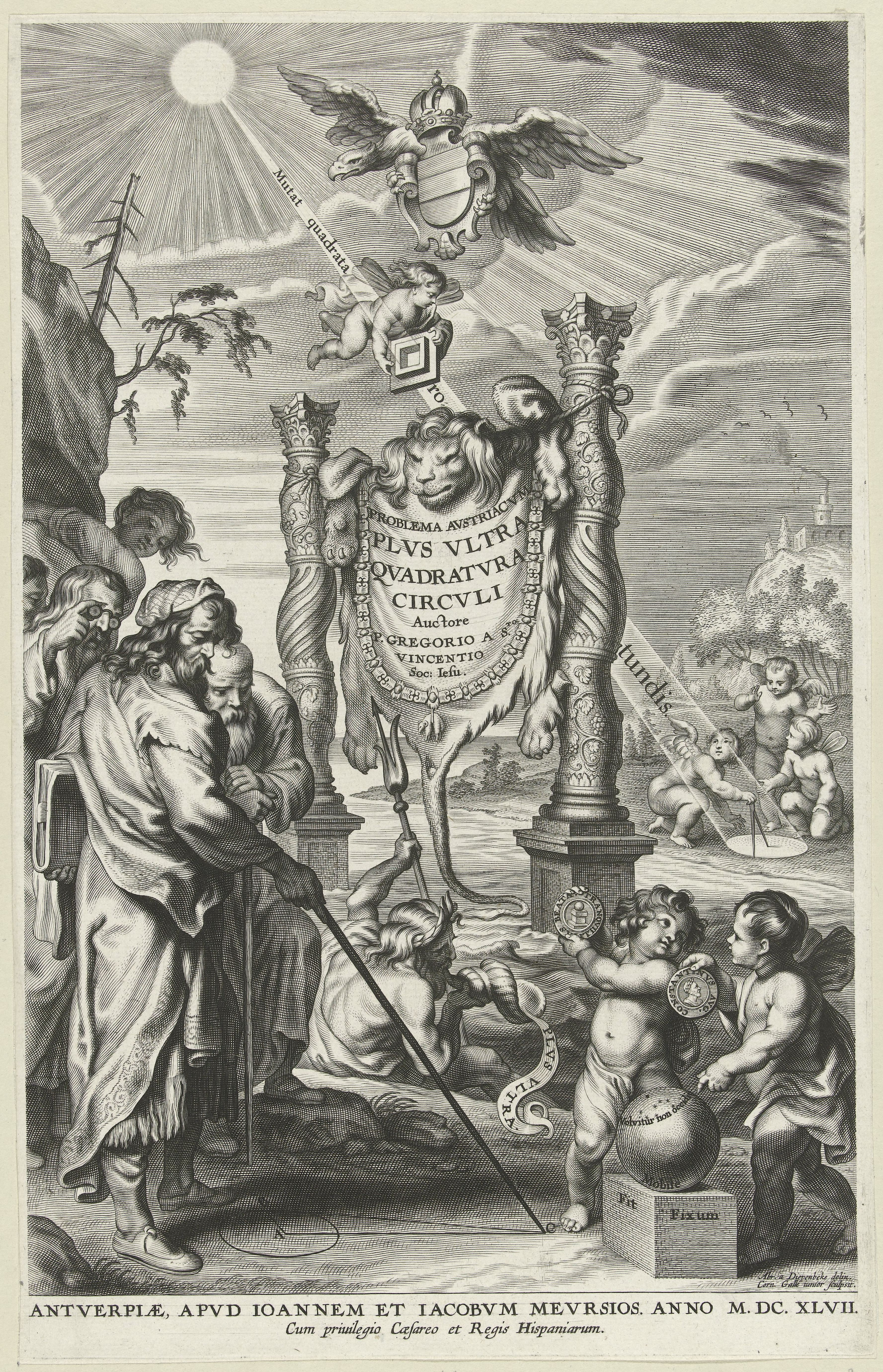
Frontispice de Opus geometricum, Anvers, 1647

Grégoire de Saint-Vincent s'est principalement intéressé aux calculs d'aire. Il est célèbre pour ses travaux sur la quadrature du cercle. En 1647, dans son ouvrage Opus geometricum quadraturae circuli... de plus de mille pages, il prétend connaître au moins quatre méthodes pour résoudre la quadrature de cercle. Malheureusement, l’erreur qu'il commet est montrée du doigt par Huygens qui discrédite ainsi un travail par ailleurs notable. Si les démonstrations et les résultats de Saint-Vincent étaient faux, les méthodes utilisées étaient ingénieuses, et il restera en correspondance avec le mathématicien hollandais jusqu’en 1665. Leibnitz soulignera d’ailleurs plus tard à quel point il lui a été redevable du développement du "calcul infinitésimal".
Outre la quadrature du cercle, Grégoire de Saint-Vincent s'est intéressé à d’autres calculs d'aire, développant la méthode d'exhaustion des anciens (Eudoxe, Euclide et Archimède) qu’il rebaptise méthode d'épuisement. Il semble avoir découvert une méthode analogue à celle des indivisibles développée par ailleurs par Cavalieri. Il est l’auteur de la première quadrature de l’hyperbole, dans laquelle il met en évidence son comportement logarithmique : « Si les abscisses d'une hyperbole équilatère croissent en progression géométrique, les aires des surfaces découpées entre l’hyperbole et son asymptote par les lignes ordonnées correspondantes, croissent en progression arithmétique »

## Œuvres

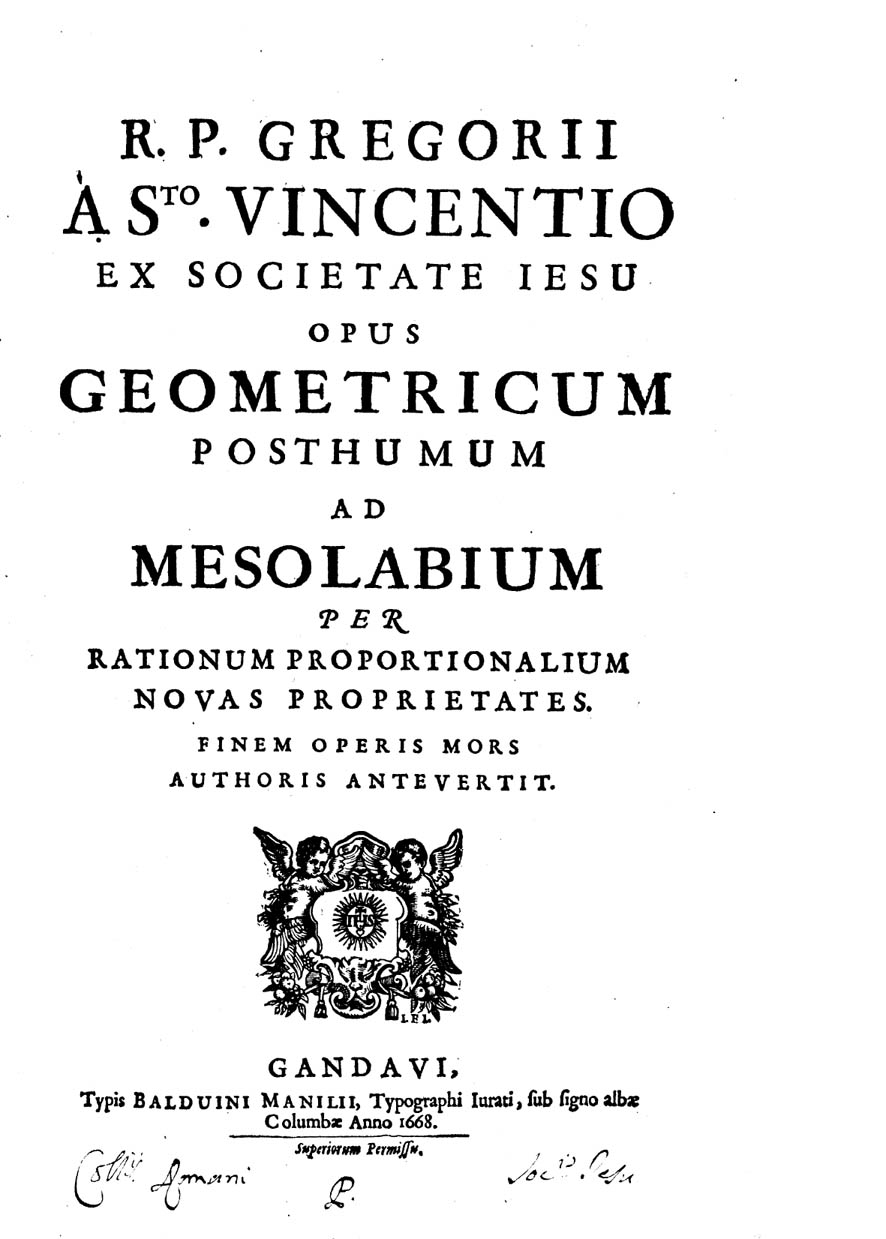
Opus geometricum posthumum, 1668

- Opus geometricum quadraturae circuli et sectionum coni decem libris comprehensum, Anvers, 1647. lire en ligne
- Opus geometricum posthumum ad mesolabium per rationum proportionalium novas proprietates, Gand, 1668. lire en ligne

## Autres membres de l'École jésuite de mathématiques d'Anvers
- André Tacquet
- Théodore Moretus
- Jean-Charles della Faille
- François d'Aguilon
- Florent van Langren
- Michel Coignet
- Alphonse Antoine de Sarasa